# Rio Lano
O Lahn em Limburg an der Lahn

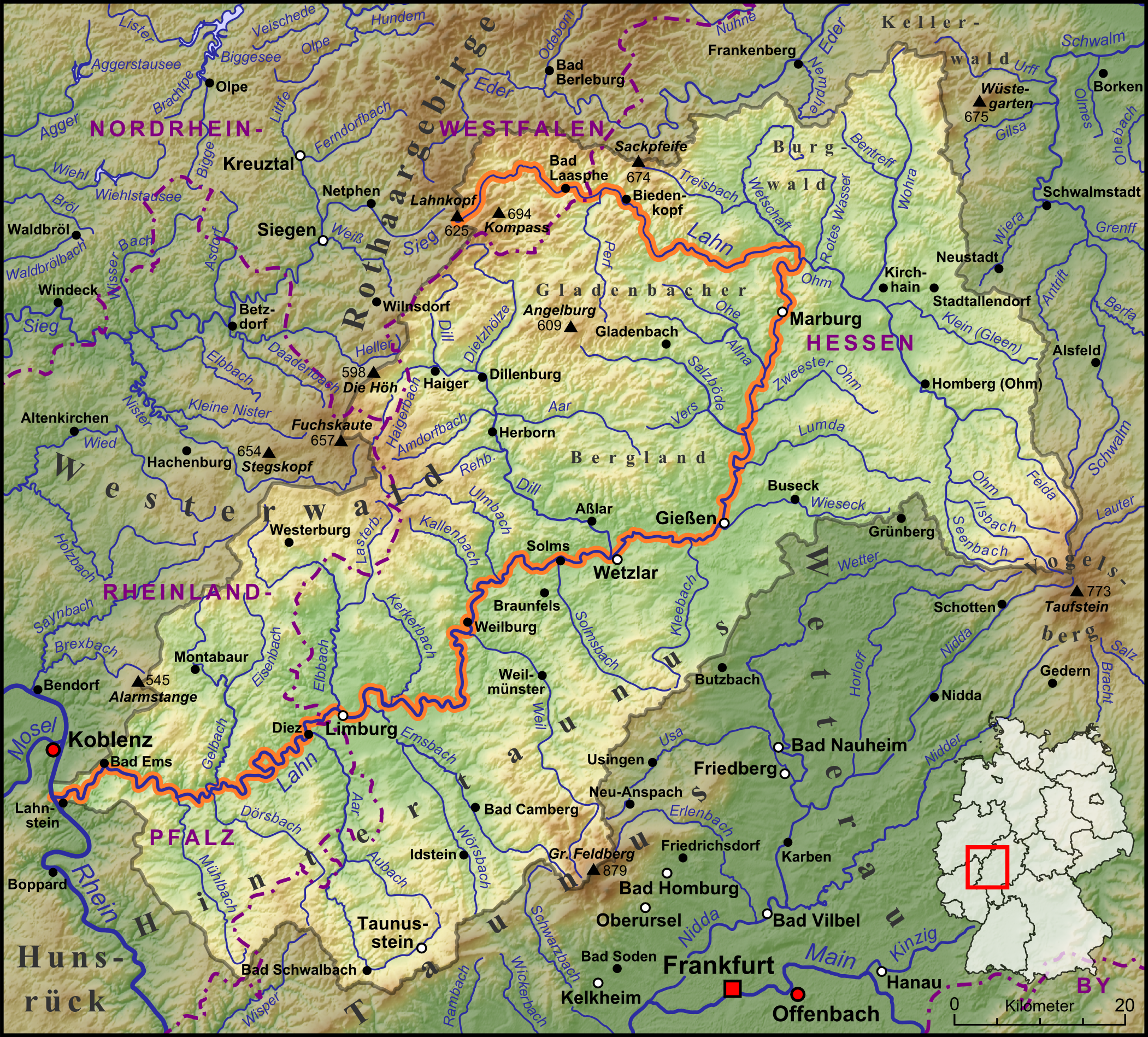
O Lano

Lano (em alemão: Lahn) é um rio da Alemanha, tributário do lado direito do rio Reno. Nasce na montanha Ederkopf, na cordilheira Rothar (Rothaargebirge), a porção mais elevada da região de Sauerlândia, a 600 metros de altitude. Após percorrer 242 quilômetros, desemboca no Reno, em Lahnstein. Flui por caminhos estreitos e tortuosos, passa por cidadelas e castelos como Laasphe, Marburgo, Giessen, Wetzlar, Limburgo do Lano, Nassau e Bad Sem. O Lahn faz a separação entre Westerwald e Taunus.